# Chab
Chab (* in Beirut; bürgerlich François Chabloz) ist ein Schweizer DJ und Musikproduzent im Bereich Trance und Progressive House. Er hat früher auch unter den Pseudonymen Moogwai und Star produziert.

## Leben und Karriere
François Chabloz wurde in Beirut geboren, wuchs dann aber in Rom auf, bis er 17 Jahre alt war. Danach zog er nach Genf und lebt seither in der Schweiz.
Chabloz begann 1999 als Moogwai auf dem Musiklabel Platipus Records zu produzieren. Unter diesem Pseudonym produzierte er in den Jahren 2000 und 2001 mit Viola und The Labyrinth zwei Singles, die in die britischen Singlecharts kamen. Die Single Viola erschien zusammen mit einem Remix von Armin van Buuren und wurde ein grosser Clubhit.
Nach Viola konzentrierte sich Chabloz ein Jahr auf sein Projekt Chab, unter dem er 2000 seine erste Single Get My Love veröffentlichte. Eine seiner bekanntesten Produktionen als Chab war Closer to Me, eine Zusammenarbeit mit JD Davis. Chab ist auch ein gefragter Remixer. So bearbeitete er unter anderem Songs von Nelly Furtado, Moonbootica, Röyksopp, Gorillaz und Depeche Mode.
2005 erschienen die beiden Debütalben 5 Wishes & More (als Moogwai) und Dub, Edits And Whisky-Coke (als Chab). Das Moogwai-Album enthielt neben den bisherigen Singles auch vier neue Stücke: The Nord Song, Anagram, 1AD und das Titelstück zusammen mit einem neuen, bisher unveröffentlichten Tektonik-Remix seines Clubhits Viola.

## Diskografie

### Alben
- 2005: 5 Wishes & More (als Moogwai)
- 2005: Dub, Edits And Whisky-Coke (als Chab)
- 2007: Aeiou (als Chab)

### Singles
als Moogwai
- 1999: A Night Out
- 2000: Keo
- 2000: Viola
- 2001: The Labyrinth
- 2003: Neon
- 2005: Viola 2005

als Chab
- 2000: Get my Love
- 2000: Matica
- 2000: Tunnelling / The Sinus
- 2003: Afrofunk
- 2004: Closer to Me (feat. JD Davis)
- 2004: My Memory
- 2005: You and Me
- 2006: Lover
- 2007: Girlz
- 2007: Legoland
- 2008: Get High
- 2008: Lonely

als Star
- 1998: Watch Your Step
- 2000: Rock Rose

### Remixe (Auswahl)
als Moogwai
- 2000: Tillmann Uhrmacher – Bassfly
- 2000: DuMonde – Tomorrow
- 2000: Vicious Circles – Vicious Circles
- 2000: Xstasia – Sweetness
- 2001: Dave Davis – Underground Subway
- 2001: Ayumi Hamasaki – Unite!
- 2004: Tekara – Wanna Be an Angel

als Chab
- 2001: Kamaya Painters – Wasteland
- 2003: Nelly Furtado – Powerless (Say What You Want)
- 2005: Moonbootica – Listen
- 2005: Röyksopp – Only This Moment
- 2005: Gorillaz – Dare
- 2006: Depeche Mode – Lilian
- 2007: JD Davis – Goodthing
- 2008: Bedrock – Santiago
- 2010: Shakedown – At Night
- 2010: JD Davis – Promised Land 2010